# A magyar labdarúgó-válogatott 1902. október 12-i mérkőzése
A magyar labdarúgó-válogatott 1902. október 12-én játszotta első mérkőzését.

## Előzmények

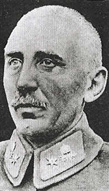
Gillemot Ferenc

1902. október 12-én eljött az első hivatalos nemzetek közötti válogatott mérkőzés ideje. A magyar labdarúgó-válogatott már többször megmérkőzött Európában túrázó klubcsapatokkal, de azok nem számítottak hivatalos mérkőzéseknek. Az első ellenfél az osztrák labdarúgó-válogatott volt. Maga a labdarúgás gyerekcipőben járt még az Osztrák–Magyar Monarchia ezen részén így nem váltott ki nagy sajtóvisszhangot a két csapat mérkőzése. Bécsben rendezték meg a találkozót és úgy reklámozták, mint a Bécs–Budapest összecsapást. E miatt is mondta le jó pár magyar labdarúgó az utazást mivel komolytalannak érezték (Ordódy, Gilly, Gorszky és Linder). 1908-ban a két szövetség hivatalos válogatott mérkőzésnek ismerte el. Az osztrák közönséget sem villanyozta fel az esemény. Félezren voltak kíváncsiak a WAC (Wiener Athletiksport Club) stadionjában, a Práterben. A mérkőzés előtt Bécs utcáin furikázták körbe a magyar játékosokat, így is reklámozva az összecsapást. Az angol John Shires volt a bíró, aki Vienna Cricket and Football-Club tagjaként balösszekötőt játszott Budapesten.

## Keretek
Az MLSZ Igazgatótanácsa a Teréz körúti Stanoj kávéház külön helyiségében rakta össze szavazás után a csapatot és Gillemot Ferenc szövetségi kapitányra bízta a trenírozást. Az osztrák szövetség ˙(Österreichischer Football Unio) már megmérkőzött Svájccal, de ott angol játékosok is pályára léptek és az nem számított válogatott mérkőzésnek. A hazaiaknál az iskolai kicsapást elkerülendő többen álnéven játszottak. Eipel (Wilhelm Eipeldauer), Omlady (Emil Wachuda), Quick (Raimund Mössner) és Jan (Johann Studnicka).
| Ausztria            | Ausztria | Ausztria | Ausztria        |
| Név                 | Kor      | Vál./Gól | Klub            |
| ------------------- | -------- | -------- | --------------- |
| Philipp Nauß        | 20 éves  | 0 / 0    | Wiener AC       |
| Emil Wachuda        | ?        | 0 / 0    | Wiener AC       |
| Wilhelm Eipeldauer  | ?        | 0 / 0    | First VFC 1894  |
| Felix Hüttl         | ?        | 0 / 0    | Vienna CFC      |
| Rudolf Blässy       | ?        | 0 / 0    | SC Graphia Wien |
| Raimund Mössner     | ?        | 0 / 0    | DJ Währing Wien |
| Julius Wiesner      | ?        | 0 / 0    | Wiener AC       |
| Gustav Huber        | ?        | 0 / 0    | Wiener AC       |
| Engelbert Schrammel | ?        | 0 / 0    | Wiener AC       |
| Johann Studnicka    | 19 éves  | 0 / 0    | Wiener AC       |
| Josef Taurer        | ?        | 0 / 0    | Wiener AC       |

| Magyarország     | Magyarország | Magyarország | Magyarország |
| Név              | Kor          | Vál./Gól     | Klub         |
| ---------------- | ------------ | ------------ | ------------ |
| Bádonyi Gyula    | 20 éves      | 0 / 0        | BTC          |
| Berán József     | 19 éves      | 0 / 0        | FTC          |
| Gabrovitz Emil   | 27 éves      | 0 / 0        | Postás SE    |
| Koltai József    | 20 éves      | 0 / 0        | FTC          |
| Pozsonyi Imre    | 21 éves      | 0 / 0        | MÚE          |
| Bayer Róbert     | 24 éves      | 0 / 0        | MAC          |
| Buda István      | 18 éves      | 0 / 0        | BTC          |
| Steiner Bertalan | 21 éves      | 0 / 0        | 33 FC        |
| Pokorny József   | 20 éves      | 0 / 0        | FTC          |
| Hajós Alfréd     | 24 éves      | 0 / 0        | BTC          |
| Oláh Károly      | 18 éves      | 0 / 0        | BSC          |

 megjegyzés: Az adatok a mérkőzés előtti állapotnak megfelelőek!

## Az összeállítások
| 1902. október 12. 1. Mérkőzés Barátságos |

| Ausztria                         | 5 – 0 | Magyarország |
| -------------------------------- | ----- | ------------ |
| Taurer 5' Huber 10' Studnicka ?' |       |              |

| WAC-pálya, Bécs Nézőszám: 500 Játékvezető: John Shires (angol) |

|              | \| \| \| \| \| \| \| \| \| \| \| \| \| \| \| \| \| ' \| \| \| |              |
| Csapatszínek | Csapatszínek                                                  | Csapatszínek |
| Csapatszínek |                                                               |              |
| Csapatszínek |                                                               |              |
|              |                                                               |              |
| '            |                                                               |              |

| AUSZTRIA:            |    |                            |  |     |
|                      |    |                            |  |     |
| KA                   | 1  | Philipp Nauss              |  |     |
| HV                   | 2  | Emil Wachuda "Omlady"      |  |     |
| HV                   | 3  | Wilhelm Eipeldauer "Eipel" |  |     |
| FE                   | 4  | Felix Hüttl                |  |     |
| FE                   | 5  | Rudolf Blässy              |  |     |
| FE                   | 6  | Raimund Mössner "Quick"    |  |     |
| CS                   | 7  | Julius Wiesner             |  |     |
| CS                   | 8  | Gustav Huber               |  | 10' |
| CS                   | 9  | Engelbert Schrammel        |  |     |
| CS                   | 10 | Johann Studnicka           |  | ?'  |
| CS                   | 11 | Josef Taurer               |  | 5'  |
| Szövetségi kapitány: |    |                            |  |     |
| Nem volt             |    |                            |  |     |

| MAGYARORSZÁG:        |    |                  |
|                      |    |                  |
| KA                   | 1  | Bádonyi Gyula    |
| HV                   | 2  | Berán József     |
| HV                   | 3  | Gabrovitz Emil   |
| FE                   | 4  | Koltai József    |
| FE                   | 5  | Pozsonyi Imre    |
| FE                   | 6  | Bayer Róbert     |
| CS                   | 7  | Buda István      |
| CS                   | 8  | Steiner Bertalan |
| CS                   | 9  | Pokorny József   |
| CS                   | 10 | Hajós Alfréd     |
| CS                   | 11 | Oláh Károly      |
| Szövetségi kapitány: |    |                  |
| Gillemot Ferenc      |    |                  |

|  |

## A mérkőzés

A mérkőzés legjobbja, Johann Studnicka

A hazaiak kezdő-tizenegyében 7 WAC játékos kapott helyet, benne négy játékos az öttagú csatársorban, míg a magyaroknál 7 klub adta a játékosokat. A sógorok már a 10. percben 2:0-ra vezettek. Johann „Jan" Studnicka 3 gólig jutott. Az osztrákok könnyed játékkal 5:0-s győzelmet arattak. A magyarok inkább durvaságukkal próbálták teljesítményüket javítani, amire a vendéglátók egy jelzővel kedveskedtek, "lekutyamagyarozták" ellenfelüket, majd a díszvacsorán is az öt osztrák elszivárgása után magukban búsnótákat daloltak a magyarok. A mérkőzés követően megállapodás született miszerint a két csapat évente két alkalommal Bécsben és Budapesten megmérkőzik egymással.

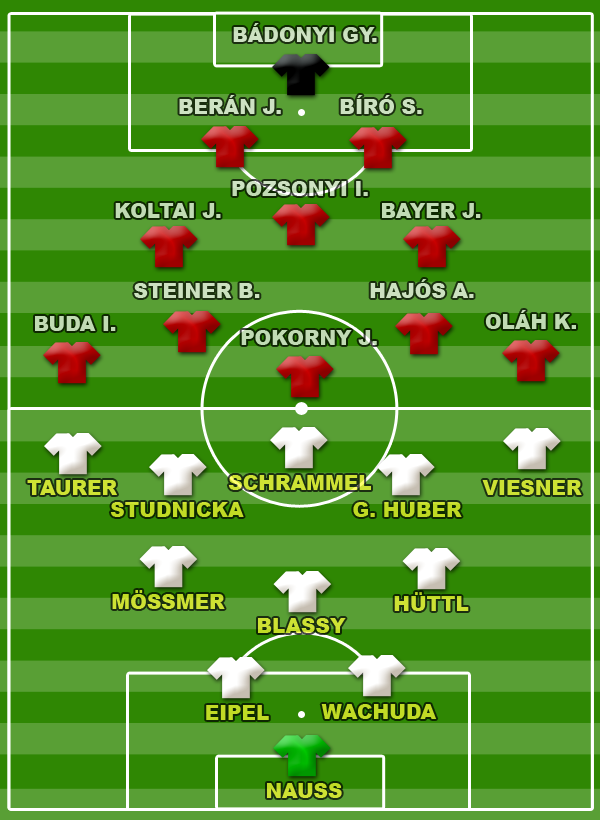
A magyar labdarúgó-válogatott első mérkőzésének felállása

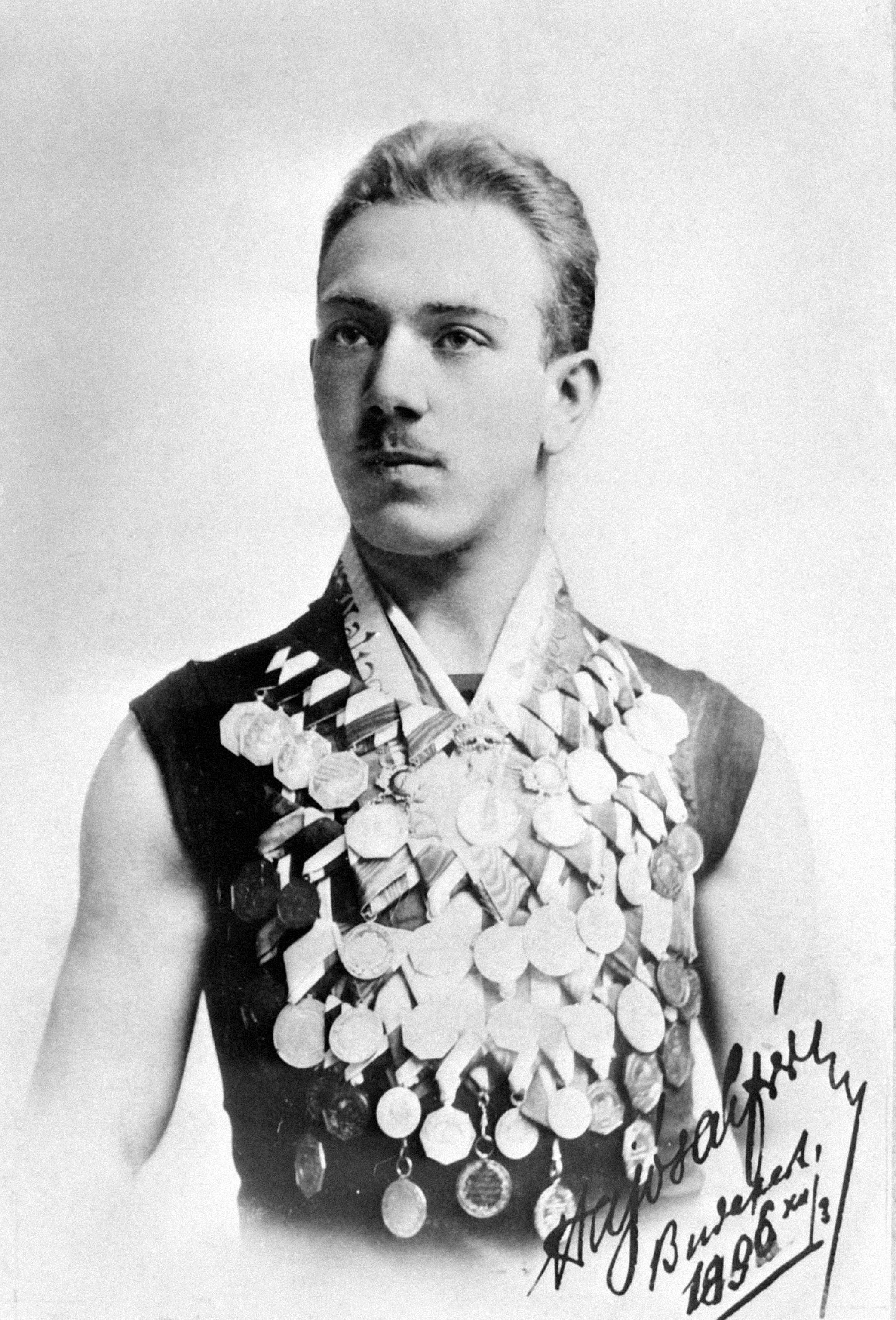
Hajós Alfréd a válogatott első csapatkapitánya

Hajós Alfréd csapatkapitány elemzést írt az akkori sportlapban, a Sport Világ-ban. Az osztrákok összeszokottak és egységesebbek voltak, mivel a WAC csapatára épültek. A magyaroknak pont ez volt az Achilles-pontjuk, mivel az összeszavazott csapat tagjai egyénileg jó játékosok voltak, de sosem játszottak egymás mellett vagy előtt és így nem érezték egymást.

## Örökmérleg a mérkőzés után
| Magyarország | :         | Ausztria |
| ------------ | --------- | -------- |
| 0            | Győzelem  | 1        |
| 0            | Döntetlen | 0        |
| 0            | Gólok     | 5        |
| 0            | %         | 100      |

Előző mérkőzés - Következő mérkőzés